# 朱諟釩
伊悼王朱諟釩（1451年—1475年），明朝第三代伊王，追封安王朱勉塣的嫡第一子，簡王朱顒炔庶長孫。他在成化二年（1466年）襲封伊王。他在位九年，在成化十一年（1475年）去世，無子，兩年後其弟郟城王朱諟鋝嗣位。
| 前任： 祖父簡王朱顒炔 | 明伊國國王 1466年－1475年 | 繼任： 弟定王朱諟鋝 |